# CD300A
CD300A (Cluster de Différenciation 300A) est un gène présent chez l'homme dans le chromosome 17.
Ce gène code la protéine antigène CD300a qui est présente sur certaines cellules du système immunitaire.